# Candidatura de París a los Juegos Olímpicos de 2012
Paris 2012 fue una de las cinco candidaturas clasificadas para los Juegos Olímpicos de 2012. La carrera de la candidatura fue finalmente ganada por la de Londres 2012 con un 54-50 de votos del Comité Olímpico Internacional (COI), el 6 de julio de 2005. La derrota de la capital francesa en la candidatura de 2012 sigue a las de 2008 y de 1992 y fue una increíble decepción para la capital francesa. El proyecto iba a contar con un presupuesto de 4,1 millones de euros.